# 영천 김씨
영천 김씨(永川金氏)는 한국의 성씨이다. 시조는 김품일의 후손인 김천일(金天佾), 김온(金溫), 김지칙(金之則), 김영장(金永長) 네 계통이 존재한다.